# Actiecomité Ereschuld Mijnwerkers
Het Actiecomité Ereschuld Mijnwerkers is een Nederlands comité opgericht op 30 maart 1993 door de Socialistische Partij. Het streeft naar het stopzetten van kortingen op mijnwerkerspensioenen en naar een uitkering van fl. 20.000,= aan alle aan silicose lijdende ex-mijnwerkers of hun weduwen.

## Geschiedenis
In 1990 bezocht toenmalig minister-president Ruud Lubbers Limburg ter ere van het 25-jarig jubileum van de aankondiging van de mijnsluitingen door voormalig minister van Economische Zaken Joop den Uyl in de stadsschouwburg te Heerlen. Tijdens dit bezoek stelde Lubbers vast dat er sprake was van een ereschuld van Nederland aan de ex-mijnwerkers omdat bij velen van hen de aantoonbaar in de mijnen opgelopen longziekte silicose niet als beroepsziekte werd erkend, ondanks het feit dat de voormalig mijnwerkers zich tijdens de wederopbouw na de Tweede Wereldoorlog uitzonderlijk hadden ingespannen om Nederland van steenkool te voorzien.
Naar aanleiding van deze vaststelling werd in april 1991 op initiatief van de Provincie Limburg de Stuurgroep Silicose bij Oud-Mijnwerkers opgericht, met als taak vast te stellen hoeveel ex-mijnwerkers door de ziekte getroffen waren. In september 1992 kwam deze stuurgroep tot de conclusie dat het ongeveer 350 personen betrof, die in aanmerking zouden komen voor een tegemoetkoming van fl. 20.000,=. staatssecretaris van Sociale Zaken Elske ter Veld stelde echter dat 170 van hen al eens een uitkering van het Algemeen Mijnwerkersfonds had ontvangen als tegemoetkoming voor hun silicose en halveerde het aantal. Tevens telden de uitbetaalde uitkeringen mee bij het bepalen van de inkomensgrens van de pensioenuitkeringen, wat tot gevolg had dat de pensioenen ter hoogte van de uitkeringen gekort werden.
Op 30 maart 1993 vormde de Socialistische Partij het Aktiekomitee Ereschuld Mijnwerkers onder leiding van Jan de Wit. Het comité eiste het stopzetten van de kortingen op de mijnwerkerspensioenen en de uitbetaling van de eenmalige uitkering aan alle aan silicose lijdende ex-mijnwerkers en hun weduwen. Hiervoor probeerde men een einde te maken aan de wettelijke eis dat ten minste 30% van het longweefsel moest zijn aangetast door silicose eer men in aanmerking kwam voor de uitkering van fl. 20.000,=. Er werd een landelijke handtekeningenactie opgezet die circa 36.000 handtekeningen opleverde.
Voordat het actiecomité de handtekeningen aan ter Veld kon overhandigen, trad deze in juli 1993 af. Ter Veld werd opgevolgd door Jacques Wallage, die zich bereid verklaarde om op 4 oktober 1993 de handtekeningen uit hande van een delegatie van 150 ex-mijnwerkers te ontvangen. Tijdens de ontvangst zegde Wallage toe dat alle voormalige mijnwerkers die vóór 16 december 1992 een verzoek hadden ingediend en aan de voorwaarden voldeden ook inderdaad de uitkering zouden ontvangen, ook als zou blijken dat de daartoe door Ter Veld begrote 4,6 miljoen gulden niet toereikend zouden zijn.
In juli 1994 werd een begin gemaakt met het uitbetalen van 736 uitkeringen door de daartoe in het leven geroepen Stichting Silicose Oud-Mijnwerkers. Het inlossen van de ereschuld zou uiteindelijk veertig tot vijftig miljoen gulden kosten.
Er bleef nog sprake van enige onrust en verontwaardiging onder de oud-mijnwerkers, daar zowel het Algemeen Mijnwerkersfonds als het Beambtenfonds voor het Mijnbedrijf een verzoek van de provincie Limburg om financiële steun bij het betalen van de uitkeringen weigerden (enkel de Limburgse gemeenten zegden toe). Daarnaast bestaat er nog steeds verontwaardiging over het in stand houden van de wettelijke 30%-norm.

## Belang
De publieke respons op dit actiecomité maakte de gemeente Heerlen (in het hart van de traditioneel rooms-katholiek-conservatieve voormalige mijnstreek) tot een bolwerk van de Socialistische Partij en maakte gemeenteraadslid Jan de Wit tot een lokale beroemdheid.